# Jernringsforeningen
Jernringsforeningen var en forening oprettet af J.J. Dampe og J.K. Blok Tøxen. Medlemmerne bar en jernring på venstre hånds mellemfinger deraf fik de navnet Jernringsforeningen.
Forening startede som udløber af den enevældekritiske læseselskab "Clio", og udviklede sig til  et selskab med eventuel statsomvæltning som mål. Dampe blev narret af Københavns politidirektørs spioner der udgav sig for tilhængere. Dampe blev arresteret ved det stiftende møde i selskabet 16. november 1820 her beslaglagde politiet hans papirer og fængslede ham og smedemester Hans Christian Jørgensen der havde hjulpet med udbredelsen af Dampes skrifter. Begge blev tiltalt for højforræderi og majestætsfornærmelse. Og blev idømt dødsstraf, men senere blev dommen ændret til fængslet på livstid.